# Quebrada Carrizal (Carrizal Bajo)
La quebrada Carrizal es un curso de agua intermitente de la Provincia de Huasco en la Región de Atacama, ubicado al norte del río Huasco, al sur de la quebrada Totoral.
(No confundir con la quebrada Carrizal en la cuenca del río Limarí).

## Trayecto
Hans Niemeyer considera las quebradas Carrizal y Totoral como una bifurcación de la quebrada Algarrobal. Sostiene: 224–225  que la quebrada Algarrobal tiene tres sectores bien diferenciados: 
1. El sector oriente, montañoso con una elevación variable de 600 a 3500 m s. n. m. y drenado por varias quebradas tributarias del sistema, y habitualmente secas;
2. El sector medio o central que cruza la depresión intermedia entre Vallenar y Copiapó. Tiene elevaciones variables de 250 a 630 m s. n. m. inclinándose tanto hacia el norte como hacia el sur. Por el norte la cuenca llega a las inmediaciones de Castilla y por el sur, hasta Chacritas, en el llano central.
3. El tercer sector es el que atraviesa la cordillera de la costa, la que aquí se presenta como una peniplanicie de una altura media de 700 m, con 40 a 50 km de ancho, y que es cortada en valles profundos por los dos cauces a los cuales da origen la quebrada Algarrobal. El más austral es la quebrada Carrizal y el más boreal es la quebrada Totoral. "Esta situación de bifurcación es muy curiosa y pocas veces se presenta en nuestros valles transversales." escribe Niemeyer, "En parte se debe a la interposición del bloque costero y a la depositación de grandes conos aluviales a la salida del sector andino, sobre la depresión intermedia."

Esta bifurcación se resuelve en el inventario de cuencas de Chile, mediante el registro separado de la quebrada Carrizal con el número 037 y el registro de la quebrada Totoral con el número 036. Esta última comprende el área mayor que suma el sector oriente o montañoso así como el sector medio o central de la quebrada Algarrobal.
La quebrada Algarrobal, que el registro de cuencas incluye en la Quebrada Totoral, nace en la ladera norte del cerro El Toro (2804 m) aunque tiene otras cabeceras (fuentes) más al oriente. Niemeyer nombra los cerros Placetón (3780 m), Vaca Seca (4450 m) y Veraguas y al occidente el faldeo oriente del cerro Grandón (2530 m).

## Caudal y régimen
En la cuenca de la quebrada Carrizal no existen estaciones fluviométricas.: 6 

## Divisiones de la cuenca
El registro 037 contiene la siguiente subdivisión:
| Cuenca                                                                | Subcuenca | Subsubcuenca | Aguas                                                       | Área drenaje | Observaciones |
| --------------------------------------------------------------------- | --------- | ------------ | ----------------------------------------------------------- | ------------ | ------------- |
| 037 Cuencas entre Quebrada Carrizal y costeras hasta Río Huasco (037) |           |              |                                                             |              |               |
| 037                                                                   | 0370      | 03700        | Quebrada Chacritas                                          | 629          |               |
| 037                                                                   | 0370      | 03701        | Quebrada Carrizal Entre Quebrada Chacritas y Desembocadura  | 1342         |               |
| 037                                                                   | 0370      | 03702        | Quebrada de Carrizalillo                                    | 443          |               |
| total:                                                                | 1         | 3            | Región: III (100%) / Tipo: Exorreica / Desemb.: O. Pacífico | 2414 km²     |               |

## Historia
Luis Risopatrón la describe en su Diccionario Jeográfico de Chile de 1924:
Carrizal (Quebrada de) 28° 08' 71° 00'. Es de suelo arenoso mui permeable, en el que alumbra el agua a la superficie i forma ojos i vegas de alguna estension; tiene 1 291 km² de hoya hidrográfica, corre hacia el W i desemboca en el puerto de Carrizal Bajo. 98, II, p. 471; i 130.